# Falun (Alberta)
Pour les articles homonymes, voir Falun (homonymie).
Falun est un hameau situé dans la province d'Alberta, dans le centre-sud.